# Марк Цейоний Сильван
Марк Цейоний Сильван (лат. Marcus Caeionius Silvanus) — римский политический деятель середины II века.
Сильван происходил из Италии. Его отцом был Цейоний Сильван, матерью Плавтия, а дедом консул 106 года Луций Цейоний Коммод. Через своего деда Сильван был двоюродным братом императора Луция Вера. Таким образом, он принадлежал к императорскому дому. О карьере Сильвана известно только лишь то, что он занимал должность ординарного консула в 156 году вместе с Гаем Серием Авгурином.